# Утрата гетерозиготности
Утрата гетерозиготности, также потеря гетерозиготности или LOH (сокр. от англ. loss of heterozygosity) — событие, которое приводит к потере всего гена и окружающей его хромосомной области. Данный термин употребляется в онкологии.

## В злокачественных клетках
Потеря гетерозиготности является распространённым явлением при злокачественных опухолях, где оно указывает на отсутствие функционального гена-супрессора опухоли в потерянной области. Тем не менее, организм часто остается здоровым, так как сохраняется функциональный аллель на другой хромосоме. Оставшуюся копию гена-супрессора опухоли можно инактивировать точечной мутацией, тем самым лишая организм защиты. Потеря гетерозиготности не означает обращения к гомозиготному состоянию.

## В бесполых организмах
Было высказано предположение, что LOH может ограничивать долговечность бесполых организмов.

## Внешние ссылки
- "Long-term study of the clinical significance of loss of heterozygosity in childhood acute lymphoblastic leukemia" – Leukemia
- "Loss of heterozygosity identifies genetic changes in chronic myeloid disorders, including myeloproliferative disorders, myelodysplastic syndromes and chronic myelomonocytic leukemia" – Modern Pathology
- "Mapping loss of heterozygosity in normal human breast cells from BRCA1/2 carriers" – BJC
- "Loss of Heterozygosity Studies on Chromosome 12q in Disseminated Superficial Actinic Porokeratosis: Lessons to be Learned" – Journal of Investigative Dermatology